# Совет народных комиссаров Казахской ССР
Совет Народных Комиссаров Казахской ССР (СНК КазССР, каз. Қазақ Совет Социалистік Республикасының халық комиссарлары советі) — высший государственный орган управления Казахской Советской Социалистической Республики.
Дата создания — 12 октября 1920 года как исполнительный и распорядительный орган КирЦИКа, 15 июня 1925 года переименован в Совет Народных Комиссаров Казахской АССР (Совнарком КАССР), 5 декабря 1936 года — в Совнарком Казахской ССР. Упразднён 15 марта 1946 года в связи с образованием Совета Министров Казахской ССР.

## Руководство

### Председатели Совнаркома
Председатели Совнаркома Киргизской АССР:
1. Виктор Алексеевич Радус-Зенькович (12.10.1920 — октябрь 1921)
2. Мурзагалиев, Мухамедхафий (октябрь 1921 — октябрь 1922)
3. Сейфуллин, Сакен (декабрь 1922 — октябрь 1924)
4. Нурмаков, Ныгмет Нурмакович (октябрь 1924 — 15.07.1925)

Председатели Совнаркома Казахской АССР:
1. Нурмаков, Ныгмет Нурмакович. (15.07.1925 — апрель 1929)
2. Исаев, Ураз Джанзакович (апрель 1929 — 05.12.1936)

Председатели Совнаркома Казахской ССР:
1. Исаев, Ураз Джанзакович (5.12.1936 — 31.05.1938)
2. Тажиев, Ибрагим Тажиевич — и. о. (25.05.1938 — 17.07.1938)
3. Ундасынов, Нуртас Дандибаевич (17.07.1938 — 1946).

### Председатели Малого Совнаркома
1. Стеклов, Петр Михайлович октябрь 1921 г. — январь 1922 г.
2. Заромский, Исаак Михайлович 14 январь 1922 г. — сентябрь 1922 г.
3. Алибеков, Алиаскар Мендиарович сентябрь 1922 г. — ?

Малым Совнаркомом называлась Комиссия при Совнаркоме (по текущим вопросам)

### Заместители Председателя Совнаркома
1. Мурзагалиев, Мухамедхафий октябрь 1920 г. — октябрь 1921 г.
2. Айтиев, Абдрахман, врид октябрь 1921 г. — [март 1922 г.]
3. Вайнштейн, Арон Исакович март 1922 г. — сентябрь 1923 г.
4. Вельман, Владимир Иванович сентябрь 1923 г. — август 1924 г.
5. Нурмаков, Нигмет сентябрь 1924 г. — ноябрь 1924 г.
6. Сергазиев, Абулай Сергазиевич февраль 1925 г. — сентябрь 1926 г.
7. Кулумбетов, Узакбай Джелдербаевич сентябрь 1926 г. — январь 1935 г.
8. Алиев, Теймур Махмудович июнь 1935 г. — август 1936 г.
9. Садвакасов, Джанайдар август 1936 г. — апрель 1937 г.
10. Ескараев, Сулейман май 1937 г. — август 1937 г.
11. Лазарев, Василий Никифорович сентябрь 1937 г. — июнь 1938 г.
12. Климентьев, Иван Семенович июль 1938 г. — декабрь 1941 г.
13. Заговельев, Александр Петрович апрель 1942 г. — март 1946 г.

### Заместители Председателя Совнаркома — председатели Совета Труда и Обороны
Совет Труда и Обороны при Совнаркоме КАССР создан 14 января 1921 г. на правах комиссии Совнаркома КАССР. В сентябре 1923 г. преобразован в Краевое экономическое совещание при Совнаркоме КАССР.
1. Мурзагалиев, Мухамедхафий октябрь 1920 г. — октябрь 1921 г.
2. Вайнштейн, Арон Исакович март 1922 г. — июль 1923 г.
3. Винокуров-Наумов, Наум Михайлович июль 1923 г. — сентябрь 1923 г.

### Заместители Председателя Совнаркома — председатели Госплана
Государственная плановая комиссия создана 19 ноября 1921 г. на правах совещания при Совете Труда и Обороны КАССР. В октябре 1965 г. преобразована в Государственный плановый комитет Совета Министров КазССР, функционировавший до декабря 1991 г.
1. Журевский, Петр Бертулевич март 1922 г. — июнь 1922 г.
2. Миндлин, Захар Львович июнь 1922 г. — август 1922 г.
3. Дунаев, Георгий Михайлович сентябрь 1922 г. — [ноябрь] 1922 г.
4. Миндлин, Захар Львович декабрь 1922 г. — январь 1924 г.
5. Щербаков, Семен Митрофанович, врид июнь 1924 г. — август 1924 г.
6. Садвокасов, Смагул сентябрь 1924 г. — февраль 1925 г.
7. Сергазиев, Абулай Сергазиевич февраль 1925 г. — сентябрь 1926 г.
8. Кулумбетов, Узакбай Джелдербаевич сентябрь 1926 г. — январь 1928 г.
9. Поволоцкий, Александр Моисеевич март 1928 г. — октябрь 1929 г.
10. Поднек, Август Иванович ноябрь 1929 г. — сентябрь 1931 г.
11. Маймин, Исидор Борисович октябрь 1931 г. — апрель 1933 г.
12. Андронников, Владимир Николаевич апрель 1933 г. — январь 1937 г.
13. Рафальский, Константин Яковлевич январь 1937 г. — март 1938 г.
14. Смирнов, Павел Леонтьевич март 1938 г. — июнь 1938 г.
15. Королёв, Михаил Сергеевич июнь 1938 г. — август 1939 г.
16. Мельников, Виктор Георгиевич сентябрь 1939 г. — ноябрь 1940 г.
17. Чуланов, Габдулла ноябрь 1940 г. — апрель 1942 г.
18. Дунаев, Павел Михайлович апрель 1942 г. — июнь 1943 г.
19. Тажиев, Ибрагим Тажиевич июнь 1943 г. — март 1946 г.

## Центральный совет народного хозяйства (ЦСНХ)
Образован 31 декабря 1923 г. постановлением Высшего совета народного хозяйства РСФСР на базе Промышленного бюро КАССР. Ликвидирован 27 января 1932 г. на основании постановления ЦИКа и Совнаркома КАССР с передачей функций и подведомственных учреждений Наркомату легкой промышленности КАССР.
1. Винокуров-Наумов, Наум Михайлович декабрь 1923 г. — февраль 1924 г.
2. Саматов, Мухтар Саматович март 1924 г. — февраль 1925 г.
3. Кулумбетов, Узакбай Джелдербаевич февраль 1925 г. — сентябрь 1926 г.
4. Лекеров, Азимбай Лекерович сентябрь 1926 г. — май 1927 г.
5. Сарымулдаев, Кабылбек май 1927 г. — апрель 1928 г.
6. Корнюшин, Фёдор Данилович апрель 1928 г. — ?
7. Кенжин, Аспандияр Кенжинович февраль 1929 г. — октябрь 1929 г.
8. Батраков, Михаил Васильевич май 1930 г. — февраль 1931 г.
9. Беликов, Яков Петрович март 1931 г. — январь 1932 г.

## Народный комиссариат рабоче-крестьянской инспекции
Образован в октябре 1920 г. на базе Краевого комиссариата рабоче-крестьянской инспекции Киргизского края. В феврале 1924 г. объединен с Киргизской областной контрольной комиссией РКП(б). Ликвидирован в феврале 1934 г.
1. Баландин, Николай Иванович октябрь 1920 г. — июнь 1921 г.
2. Сергеев, Сергей Дмитриевич июнь 1921 г. — октябрь 1921 г.
3. Алибеков, Алиаскар Мендиарович октябрь 1921 г. — январь 1924 г.
4. Авдеев, Александр Дмитриевич февраль 1924 г. — [ноябрь] 1925 г.
5. Морозов, Иван Титович ноябрь 1925 г. — [февраль 1928 г.]
6. Богданов, Иван Анфимович февраль 1928 г. — январь 1931 г.
7. Фектер, Андрей Яковлевич февраль 1931 г. — октябрь 1932 г.
8. Егоров, Яков Георгиевич январь 1933 г. — февраль 1934 г.

## Народный комиссариат государственного контроля
Образован постановлением Совнаркома КазССР от 27 ноября 1940 г. на основании Указа Президиума Верховного Совета КазССР от 5 октября 1940 г. В марте 1946 г. преобразован в Министерство государственного контроля КазССР, функционировавшее до 1958 г.
1. Койшигулов, Ахмеджан ноябрь 1940 г. — февраль 1942 г.
2. Орехов, Пётр Григорьевич апрель 1942 г. — январь 1943 г.
3. Онгарбаев, Акай январь 1943 г. — март 1946 г.

## Народный комиссариат внутренних дел (НКВД)
Образован в октябре 1920 г. на основании декрета ВЦИКа и Совнаркома РСФСР от 26 августа 1920 г. В августе 1927 г. постановлением Совнаркома СССР от 5 июня 1927 г. № 33 реорганизован в Центральное административное управление КАССР. Вторично образован в августе 1929 г. Ликвидирован в декабре 1930 г. Вновь образован в январе 1937 г. приказом НКВД СССР № 003. Указом Президиума Верховного Совета СССР от 20 июля 1941 г. объединен с Наркоматом государственной безопасности, который в апреле 1943 г. был выделен из состава НКВД. В марте 1946 г. преобразован в Министерство внутренних дел КазССР, функционировавшее до декабря 1991 г.

### Первое формирование (октябрь 1920 г. — август 1927 г.)
1. Мурзагалиев, Мухамедхафий октябрь 1920 г. — октябрь 1921 г.
2. Айтиев, Абдрахман октябрь 1921 г. — январь 1924 г.
3. Орумбаев, Мукаш Орумбаевич январь 1924 г. — ноябрь 1924 г.
4. Мухеев, Закарья ноябрь 1924 г. — май 1925 г.
5. Ескараев, Сулейман май 1925 г — август 1927 г.

### Второе формирование (август 1929 г. — декабрь 1930 г.)
1. Авезов, Касым август 1929 г. — октябрь 1930 г.
2. Табакин, Михаил Маркович, врио октябрь 1930 г. — декабрь 1930 г.

### Третье формирование (январь 1937 г. — март 1946 г.)
1. Залин, Лев Борисович январь 1937 г. — январь 1938 г.
2. Реденс, Станислав Францевич январь 1938 г. — январь 1939 г.
3. Бурдаков, Семен Николаевич январь 1939 г. — октябрь 1940 г.
4. Бабкин, Алексей Никитич август 1940 г. — февраль 1941 г.
5. Харитонов, Федор Петрович февраль 1941 г. — июль 1941 г.
6. Бабкин, Алексей Никитич июль 1941 г. — май 1943 г.
7. Богданов, Николай Кузьмич май 1943 г. — март 1946 г.

## Народный комиссариат государственной безопасности
Образован в феврале 1941 г. в результате разделения НКВД в соответствии с Указом Президиума Верховного Совета СССР от 3 февраля 1941 г. на два наркомата. В июле 1941 г. НКВД и Наркомат государственной безопасности были объединены. В апреле 1943 г. НКВД был реорганизован с образованием двух наркоматов: НКВД и Наркомата государственной безопасности. 15 марта 1946 г. Наркомат государственной безопасности был реорганизован в Министерство государственной безопасности. В марте 1953 г. министерства внутренних дел и государственной безопасности были вновь объединены. В феврале-марте 1954 г. образован Комитет государственной безопасности (КГБ), функционировавший до декабря 1991 г.

### Первое формирование (февраль-июль 1941 г.)
1. Бабкин, Алексей Никитич февраль 1941 г. — июль 1941 г.

### Второе формирование (апрель 1943 г. — март 1946 г.)
1. Бабкин, Алексей Никитич май 1943 г. — март 1944 г.
2. Огольцов, Сергей Иванович апрель 1944 г. — декабрь 1945 г.

## Народный комиссариат юстиции
Образован в октябре 1920 г. в соответствии с резолюцией 1 (Учредительного) съезда Советов Казахстана на основании Декрета ВЦИКа и Совнаркома РСФСР от 26 августа 1920 г. В марте 1946 г. преобразован в Министерство юстиции КазССР, функционировавшее до декабря 1991 г.
1. Алибеков, Губайдулла Алибекович октябрь 1920 г. — октябрь 1921 г.
2. Бекмухамедов, Шафкат Мухамеджанович октябрь 1921 г. — октябрь 1922 г.
3. Атаниязов, Мурзагул октябрь 1922 г. — май 1923 г.
4. Нурмаков, Нигмет май 1923 г. — сентябрь 1924 г.
5. Иралин, Нуртаза сентябрь 1924 г. — ноябрь 1924 г.
6. Боранбаев, Канай ноябрь 1924 г. — май 1925 г.
7. Мамбеев, Садвокас май 1925 г. — январь 1928 г.
8. Садвакасов, Джанайдар январь 1928 г. — декабрь 1929 г.
9. Айтмагамбетов, Буран март 1930 г. — август 1933 г.
10. Ярмухамедов, Абдулла ноябрь 1933 г. — январь 1935 г.
11. Юсупбеков, Хамза Юсупбекович январь 1935 г. — февраль 1936 г.
12. Ескараев, Сулейман февраль 1936 г. — август 1936 г.
13. Бураев, Уразгали август 1936 г. — октябрь 1937 г.
14. Чагиров, Баймухамед октябрь 1937 г. — март 1939 г.
15. Оразбаев, Шашан май 1939 г. — январь 1943 г.
16. Нурбаев, Мырзакадыр январь 1943 г. — март 1946 г.

## Народный комиссариат иностранных дел
Образован Законом КазССР от 13 апреля 1944 г. В марте 1946 г. преобразован в Министерство иностранных дел КазССР, функционировавшее до декабря 1991 г.
1. Тажибаев, Толеген Тажибаевич август 1944 г. — март 1946 г.

## Народный комиссариат финансов
Образован 19 октября 1920 г. в соответствии с резолюцией 1 (Учредительного) съезда Советов Казахстана на основании Декрета ВЦИКа и Совнаркома РСФСР от 26 августа 1920 г. В марте 1946 г. преобразован в Министерство финансов КазССР, функционировавшее до декабря 1991 г.
1. Калашников, Нестор Григорьевич октябрь 1920 г. — февраль 1922 г.
2. Генералов, Сергей Сергеевич март 1922 г. — июнь 1922 г.
3. Кокушкин, Александр Федорович июнь 1922 г. — июнь 1923 г.
4. Маймин, Исидор Борисович июнь 1923 г. — май 1926 г.
5. Мурзагалиев, Мухамедхафий май 1926 г. — январь 1930 г.
6. Орумбаев, Мукаш Орумбаевич январь 1930 г. — октябрь 1933 г.
7. Бессонов, Василий Иванович, врид октябрь 1933 г. — январь 1935 г.
8. Молдажанов, Ильяс Исмаилович январь 1935 г. — август 1937 г.
9. Даулбаев, Ахмет Джакишевич август 1937 г. — март 1940 г.
10. Шугайло, Иван Авксентьевич, врид март 1940 г. — июнь 1940 г.
11. Сарынов, Арбаб Нурумович июнь 1940 г. — декабрь 1941 г.
12. Шугайло, Иван Авксентьевич декабрь 1941 г. — март 1946 г.

## Народный комиссариат труда
Образован в октябре 1920 г. в соответствии с резолюцией 1 (Учредительного) съезда Советов Казахстана на основании Декрета ВЦИКа и Совнаркома РСФСР от 26 августа 1920 г. Ликвидирован в сентябре 1933 г. на основании постановления ЦИКа СССР, СНК СССР и ВЦСПС от 23 июня 1933 г.
1. Заромский, Исаак Михайлович октябрь 1920 г. — октябрь 1922 г.
2. Фабрикант-Страховенко, Моисей Львович, врид октябрь 1922 г. — апрель 1923 г.
3. Паниев, Николай Гаврилович сентябрь 1923 г. — декабрь 1923 г.
4. Авдеев, Александр Дмитриевич декабрь 1923 г. — февраль 1924 г.
5. Киндель, Август Мартович февраль 1924 г. — ноябрь 1924 г.
6. Татимов, Мухамед-Галий Койшибаевич ноябрь 1924 г. — май 1928 г.
7. Боранбаев, Турсынбек май 1928 г. — сентябрь 1931 г.
8. Ярмухамедов, Шаяхмет Шамухамедович август 1931 г. — [май] 1932 г.
9. Султангалиев, Гайнулла Султангалиевич май 1932 г. — май 1933 г.
10. Атрауов, Саур май 1933 г. — июль 1933 г.

## Народный комиссариат социального обеспечения
Образован в октябре 1920 г. в соответствии с резолюцией 1 (Учредительного) съезда Советов Казахстана на основании Декрета ВЦИКа и Совнаркома РСФСР от 26 августа 1920 г. В марте 1946 г. преобразован в Министерство социального обеспечения КазССР, функционировавшее до декабря 1991 г.
1. Арганчеев, Сахипгерей Джармаевич октябрь 1920 г. — июнь 1921 г.
2. Джангильдин, Алиби Тогжанович июль 1921 г. — май 1925 г.
3. Хангиреев, Дарибай Хангиреевич май 1925 г. — октябрь 1925 г.
4. Джангильдин, Алиби Тогжанович октябрь 1925 г. — сентябрь 1928 г.
5. Хлыновская, Евдокия Степановна сентябрь 1928 г. — март 1931 г.
6. Ворожеева, Анна Ивановна июнь 1931 г. — июль 1932 г.
7. Курмангалиев, Рамазан Курмангалиевич июль 1932 г. — июль 1933 г.
8. Абдрахманов, Бисенгалий ноябрь 1933 г. — май 1937 г.
9. Асылбеков, Абдулла Абдрахманович май 1937 г. — июнь 1937 г.
10. Арыкова, Нагима Идрисовна июнь 1937 г. — июль 1938 г.
11. Иктисамова, Сарби Рамазановна июль 1938 г. — апрель 1943 г.
12. Елюбаев, Оспанбай апрель 1943 г. — март 1946 г.

## Народный комиссариат лёгкой промышленности
Образован 1 февраля 1932 г. постановлением ЦИКа и Совнаркома КАССР от 27 января 1932 г. Ликвидирован 9 сентября 1934 г. Вновь образован постановлением Совнаркома КазССР от 11 декабря 1936 г. В марте 1946 г. преобразован в Министерство легкой промышленности КазССР.

### Первое формирование (февраль 1932 г. — сентябрь 1934 г.)
1. Беликов, Яков Петрович февраль 1932 г. — июнь 1932 г.
2. Хангиреев, Дарибай Хангиреевич август 1932 г. — июль 1933 г.
3. Кошанбаев, Хасен июль 1933 г. — сентябрь 1934 г.

### Второе формирование (декабрь 1936 г. — март 1946 г.)
1. Астромович, Пётр Фёдорович декабрь 1936 г. — апрель 1938 г.
2. Артыкбаев, Чакпак апрель 1938 г. — июнь 1938 г.
3. Сарынов, Арбаб Нурумович июнь 1938 г. — июнь 1940 г.
4. Сеитов, Нуркан Сеитович июль 1940 г. — декабрь 1941 г.
5. Сарынов, Арбаб Нурумович декабрь 1941 г. — февраль 1943 г.
6. Бекжанов, Мурзахмет Джексенгалиевич февраль 1943 г. — август 1943 г.
7. Иржанов, Амир Иржанович август 1943 г. — март 1946 г.

## Народный комиссариат местной промышленности
Образован 20 сентября 1934 г. при Совнаркоме КАССР постановлениями ВЦИКа от 20 августа 1934 г. и КазЦИКа от 9 сентября 1934 г. на базе Наркомата легкой промышленности. В марте 1946 г. преобразован в Министерство местной промышленности КазССР.
1. Астромович, Пётр Фёдорович сентябрь 1934 г. — сентябрь 1936 г.
2. Кальменев, Атлаш Алпысбаевич сентябрь 1936 г. — январь 1938 г.
3. Терехов, Николай Петрович февраль 1938 г. — июнь 1938 г.
4. Скородумов, Михаил Арсентьевич июнь 1938 г. — июль 1938 г.
5. Бекжанов, Мурзахмет Джексенгалиевич июль 1938 г. — февраль 1940 г.
6. Голубев, Иван Корнеевич, врид март 1940 г. — август 1940 г.
7. Альменов, Сейтбай август 1940 г. — июль 1941 г.
8. Кадыржанов, Камал Кадыржанович июль 1941 г. — октябрь 1942 г.
9. Утембаев, Аббас Омарович октябрь 1942 г. — июнь 1943 г.
10. Новиков, Алексей Степанович июнь 1943 г. — декабрь 1945 г.
11. Нагаев, Борис Данилович февраль 1946 г. — март 1946 г.

## Народный комиссариат текстильной промышленности
Образован Указом Президиума Верховного Совета КазССР от 9 сентября 1939 г. В марте 1946 г. преобразован в Министерство текстильной промышленности КазССР.
1. Королев, Михаил Сергеевич сентябрь 1939 г. — январь 1941 г.
2. Орлов, Александр Семенович январь 1941 г. — сентябрь 1943 г.
3. Бондаренко, Виктор Иванович октябрь 1943 г. — май 1945 г.
4. Пелевин, Виктор Михайлович май 1945 г. — март 1946 г.

## Народный комиссариат пищевой промышленности
Образован постановлением Совнаркома СССР от 3 января 1937 г. по решению ЦК ВКП(б) от 21 сентября 1936 г. В марте 1946 г. преобразован в Министерство пищевой промышленности КазССР.
1. Яхнович, Александр Наумович сентябрь 1936 г. — март 1938 г.
2. Боровых, Иван Александрович, врид март 1938 г. — апрель 1938 г.
3. Курицын, Иван Васильевич апрель 1938 г. — май 1938 г.
4. Досымов, Есен Досымович июль 1938 г. — май 1940 г.
5. Тютюков, Федор Меркурьевич июль 1940 г. — март 1945 г.
6. Бутин, Мажекен Есенович март 1945 г. — март 1946 г.

## Народный комиссариат мясной и молочной промышленности
Образован Указом Президиума Верховного Совета КазССР от 28 февраля 1939 г. В марте 1946 г. преобразован в Министерство мясной и молочной промышленности КазССР.
1. Мирманов, Жармухамбет апрель 1939 г. — июль 1940 г.
2. Мыктыбаев, Искак Мыктыбаевич июль 1940 г. — март 1943 г.
3. Едыгенов, Казтай Едыгенович июль 1943 г. — март 1946 г.

## Народный комиссариат рыбной промышленности
Образован Указом Президиума Верховного Совета КазССР от 28 февраля 1939 г. В марте 1946 г. преобразован в Министерство рыбной промышленности КазССР.
1. Абишев, Шайхи март 1939 г. — август 1941 г.
2. Власов, Петр Иванович, врид август 1941 г. — май 1942 г.
3. Тастайбеков, Хайруш май 1942 г. — февраль 1944 г.
4. Бекжанов, Мурзахмет Джексенгалиевич февраль 1944 г. — декабрь 1945 г.
5. Бахарев, Георгий Лазаревич, врид декабрь 1945 г. — январь 1946 г.

## Народный комиссариат лесной промышленности
Образован 4 января 1937 г. постановлением КазЦИКа на основании постановления ЦИКа СССР от 3 января 1937 г. В марте 1946 г. преобразован в Министерство лесной промышленности КазССР
1. Гумен, Андрей Валентинович январь 1937 г. — май 1938 г.
2. Казиев, Арал Казиевич июль 1938 г. — июнь 1940 г.
3. Джанзаков, Утеген июнь 1940 г. — август 1942 г.
4. Байузаков, Хасен август 1942 г. — февраль 1945 г.
5. Байбусунов, Талипбай март 1945 г. — март 1946 г.

## Народный комиссариат местной топливной промышленности
Образован на основании Указа Президиума Верховного Совета КазССР "у и постановления Совнаркома КазССР от 7 июля 1943 г. В марте 1946 г. преобразован в Министерство местной топливной промышленности КазССР.
1. Утембаев, Аббас Омарович июль 1943 г. — март 1946 г.

## Народный комиссариат земледелия
Образован 12 октября 1920 г. в соответствии с резолюцией 1 (Учредительного) съезда Советов Казахстана на основании Декрета ВЦИКа и Совнаркома РСФСР от 26 августа 1920 г. В марте 1946 г. преобразован в Министерство земледелия КазССР.
1. Харлов, Василий Николаевич октябрь 1920 г. — август 1921 г.
2. Дивеев, Шакир Галеевич август 1921 г. — октябрь 1922 г.
3. Темиралиев, Досгул Темиралиевич октябрь 1922 г. — декабрь 1923 г.
4. Алибеков, Алиаскар Мендиарович январь 1924 г. — сентябрь 1926 г.
5. Султанбеков, Жагфар Султанбекович сентябрь 1926 г. — октябрь 1927 г.
6. Токтабаев, Карим Дощанович декабрь 1927 г. — сентябрь 1931 г.
7. Сарымулдаев, Кабылбек сентябрь 1931 г. — август 1933 г.
8. Сыргабеков, Нигматулла Сыргабекович сентябрь 1933 г. — октябрь 1937 г.
9. Кужанов, Таттигалий Кужанович декабрь 1937 г. — август 1938 г.
10. Бектасов, Ашимбек Жунусбекович август 1938 г. — март 1940 г.
11. Даулбаев, Ахмет Джакишевич март 1940 г. — март 1946 г.

## Народный комиссариат зерновых и животноводческих совхозов
Образован Постановлением КазЦИКа от 4 января 1937 г. В марте 1946 г. преобразован в Министерство совхозов КазССР.
1. Дюйсенов, Хаким сентябрь 1936 г.’ — октябрь 1937 г.
2. Исенбаев, Исен октябрь 1937 г. — июль 1938 г.
3. Джумагулов, Усман Галиевич июль 1938 г. — октябрь 1939 г.
4. Кадырбеков, Айтыкен октябрь 1939 г. — декабрь 1941 г.
5. Бектасов, Ашимбек Жунусбекович январь 1942 г. — октябрь 1942 г.
6. Бабкин, Николай Ефимович ноябрь 1942 г. — январь 1945 г.
7. Гафиатуллин, Сулейман Халилович сентябрь 1945 г. — март 1946 г.

## Народный комиссариат технических культур
Образован постановлением Совнаркома КазССР от 12 декабря 1945 г. В марте 1946 г. преобразован в Министерство технических культур КазССР.
1. Кистауов, Ахметбек Мухамедьярович декабрь 1945 г. — март 1946 г.

## Народный комиссариат водного хозяйства
Образован на основании Указа Президиума Верховного Совета КазССР от 25 февраля 1940 г. В марте 1946 г. преобразован в Министерство водного хозяйства КазССР.
1. Бектасов, Ашимбек Жунусбекович март 1940 г. — январь 1942 г.
2. Рыбаков, Александр Михайлович январь 1942 г. — октябрь 1945 г.
3. Юсупов, Исмаил Абдурасулович октябрь 1945 г. — март 1946 г.

## Народный комиссариат автомобильного транспорта
Образован Указом Президиума Верховного Совета КазССР от 19 июля 1939 г. В марте 1946 г. преобразован в Министерство автомобильного транспорта КазССР.
1. Койшигулов, Ахмеджан Койшигулович июль 1939 г. — август 1940 г.
2. Попов, Дмитрий Валерьянович октябрь 1940 г. — декабрь 1941 г.
3. Гаврилов, Иван Григорьевич январь 1942 г. — март 1946 г.

## Народный комиссариат торговли
Постановлением КирЦИКа от 31 мая 1924 г. образован Народный комиссариат внутренней торговли КАССР. В марте 1926 г. реорганизован в Народный комиссариат внутренней и внешней торговли КАССР. 10 января 1931 г. преобразован в Наркомат снабжения КАССР. Вновь образован 14 сентября 1934 г. на базе ликвидированного Наркомата снабжения КАССР. В марте 1938 г. переименован в Наркомат торговли КАССР. В марте 1946 г. преобразован в Министерство торговли КазССР.

### Первое формирование (май 1924 г. — март 1926 г.)
1. Кенжин, Аспандиар Кенжинович июнь 1924 г. — март 1926 г.

### Второе формирование (март 1926 г. — январь 1931 г.)
1. Кенжин, Аспандиар Кенжинович март 1926 г. — январь 1928 г.
2. Кулумбетов, Узакбай Джелдербаевич январь 1928 г. — апрель 1930 г.
3. Дивеев, Шакир Галеевич апрель 1930 г. — ноябрь 1930 г.
4. Розыбакиев, Абдулла Ахмедович ноябрь 1930 г. — январь 1931 г.

### Третье формирование (сентябрь 1934 г. — март 1946 г.)
1. Дивеев, Шакир Галеевич сентябрь 1934 г. — апрель 1937 г.
2. Степанов, Сергей Федорович август 1937 г.
3. Ахметжанов, Султан Сафич август 1937 г. — декабрь 1937 г.
4. Досымов, Есен Досымович декабрь 1937 г. — июль 1938 г.
5. Конуспаев, Шопан июль 1938 г. — апрель 1939 г.
6. Муржуков, Курмангалий Джанатович апрель 1939 г. — июнь 1941 г.
7. Белый, Василий Алексеевич июнь 1941 г. — апрель 1942 г.
8. Омаров, Ильяс Омарович апрель 1942 г. — январь 1945 г.
9. Белый, Василий Алексеевич февраль 1945 г. — июнь 1945 г.
10. Сапаргалиев, Махмуд Сапаргалиевич июнь 1945 г. — март 1946 г.

## Народный комиссариат продовольствия
Образован в октябре 1920 г. на основании постановления КирЦИКа от 14 октября 1920 г. На основании постановления КирЦИКа от 8 мая 1924 г. ликвидирован.
1. Мартынов, Иван Денисович октябрь 1920 г. — ноябрь 1920 г.
2. Марголин, Лев Соломонович ноябрь 1920 г. — [октябрь 1921 г.]
3. Саматов, Мухтар Саматович октябрь 1921 г. — март 1924 г.

## Народный комиссариат снабжения
Образован постановлением Наркомата снабжения РСФСР от 15 декабря 1930 г. на базе Наркомата внутренней и внешней торговли КАССР. Ликвидирован в сентябре 1934 г.
1. Розыбакиев, Абдулла Ахмедович январь 1931 г. — январь 1932 г.
2. Сыргабеков, Нигматулла Сыргабекович январь 1932 г. — февраль 1932 г.
3. Нуршанов, Юсуп-Али Ермухамедович февраль 1932 г. — июнь 1932 г.
4. Жалнин, Николай Петрович июнь 1932 г. — сентябрь 1933 г.
5. Яхнович, Александр Наумович октябрь 1933 г. — сентябрь 1934 г.

## Народный комиссариат коммунального хозяйства
Образован в июле 1931 г. в соответствии с постановлением ВЦИКа и Совнаркома РСФСР от 20 июля 1931 г. на базе Главного управления коммунального хозяйства при Совнаркоме КАССР. В марте 1946 г. преобразован в Министерство коммунального хозяйства КазССР.
1. Либерман, Валентин Самойлович июль 1931 г. — февраль 1932 г.
2. Кадочкин, Николай Алексеевич февраль 1932 г. — июль 1933 г.
3. Джинчаридзе, Сергей Дмитриевич, врид июль 1933 г. — октябрь 1933 г.
4. Гаврилов, Григорий Лукьянович, врид октябрь 1933 г. — ноябрь 1933 г.
5. Пострейтер, Павел Борисович ноябрь 1933 г. — июль 1937 г.
6. Тажиев, Ибрагим Тажиевич июнь 1937 г. — апрель 1938 г.
7. Байузаков, Хасен Байузакович апрель 1938 г. — январь 1939 г.
8. Сырцов, Дмитрий Александрович июнь 1939 г. — август 1944 г.
9. Сапаргалиев, Махмуд Сапаргалиевич август 1944 г. — июнь 1945 г.
10. Эпиктетов, Сергей Фёдорович июнь 1945 г. — март 1946 г.

## Народный комиссариат просвещения
Образован в октябре 1920 г. в соответствии с резолюцией 1 (Учредительного) съезда Советов Казахстана на основании Декрета ЦИКа и Совнаркома РСФСР от 26 августа 1920 г. В марте 1946 г. преобразован в Министерство просвещения КазССР.
1. Байтурсынов, Ахмет октябрь 1920 г. — октябрь 1921 г.
2. Кенжин, Аспандиар Кенжинович октябрь 1921 г. — октябрь 1922 г.
3. Залиев, Нугман Залиевич октябрь 1922 г. — декабрь 1924 г.
4. Темирбеков, Ильяс Кулжанович декабрь 1924 г. — февраль 1925 г.
5. Садвокасов, Смагул март 1925 г. — март 1927 г.
6. Токтабаев, Карим Дощанович март 1927 г. — ноябрь 1927 г.
7. Джандосов, Ураз Кикимович ноябрь 1927 г. — июнь 1929 г.
8. Манаев, Нугман Сарсенович июль 1929 г. — июнь 1930 г.
9. Мендешев, Сейтгалий Мендешевич июнь 1930 г. — июнь 1933 г.
10. Жургенев, Темирбек Караулы июнь 1933 г. — июль 1937 г.
11. Манкин, Бржан октябрь 1937 г. — ноябрь 1937 г.
12. Суюнчалин, Султан Суюнчалиевич декабрь 1937 г. — июнь 1938 г.
13. Абдыкалыков, Мухамеджан июнь 1938 г. — март 1941 г.
14. Тажибаев, Толеген Тажибаевич март 1941 г. — декабрь 1941 г.
15. Сембаев, Абдыхамит Ибнеевич декабрь 1941 г. — март 1946 г.

## Народный комиссариат здравоохранения
Образован 12 октября 1920 г. в соответствии с резолюцией 1 (Учредительного) съезда Советов Казахстана на основании Декрета ВЦИКа и Совнаркома РСФСР от 26 августа 1920 г. В марте 1946 г. преобразован в Министерство здравоохранения КазССР, функционировавшее до декабря 1991 г.
1. Шамов, Михаил Сергеевич октябрь 1920 г. — май 1928 г.
2. Татимов, Мухамед-Галий Койшибаевич май 1928 г. — июнь 1930 г.
3. Абдрахманов, Бисенгалий июнь 1930 г. — май 1931 г.
4. Асфендияров, Санжар Джагпарович май 1931 г. — июль 1933 г.
5. Донской, Марк Григорьевич, июль 1933 г. — [сентябрь] 1933 г.
6. Кулсартов, Калап октябрь 1933 г. — июль 1936 г.
7. Нурмухамедов, Хасен Нурмухамедович июль 1936 г. — октябрь 1937 г.
8. Каракулов, Ишанбай Каракулович ноябрь 1937 г. — июнь 1939 г.
9. Чесноков, Семен Алексеевич июнь 1939 г. — март 1946 г.